# كاثي غريفين
كاثي غريفين (بالإنجليزية: Kathy Griffin) مواليد 4 نوفمبر 1960 في أوك بارك، هي ممثلة أمريكية بدأت مسيرتها الفنية عام 1980. كما أنها من الفائزات بجائزة إيمي.

## الأعمال
- خيال رخيص
- رجل السلك
- مغامرات سامي
- شريك 4
- الدمى المتحركة
- إجازة زوجية
- أمير بيل إير الحيوي
- إي آر
- ماد أباوت يو
- ساينفيلد
- الحب المدمر

## وصلات خارجية
- الموقع الإلكتروني
- كاثي غريفين على موقع IMDb (الإنجليزية)
- كاثي غريفين على موقع الموسوعة البريطانية (الإنجليزية)
- كاثي غريفين على موقع روتن توميتوز (الإنجليزية)
- كاثي غريفين على موقع ألو سيني (الفرنسية)
- كاثي غريفين على موقع ميوزك برينز (الإنجليزية)
- كاثي غريفين على موقع أول موفي (الإنجليزية)
- كاثي غريفين على موقع قاعدة بيانات برودواي على الإنترنت (الإنجليزية)
- كاثي غريفين على موقع قاعدة بيانات الأفلام السويدية (السويدية)
- كاثي غريفين على موقع إن إن دي بي (الإنجليزية)
- كاثي غريفين على موقع ديسكوغز (الإنجليزية)